# Football aux Jeux olympiques d'été de 2000
Navigation
Atlanta 1996 Athènes 2004
Cette page présente le palmarès du tournoi de football aux Jeux olympiques d'été de 2000.
Participent les équipes nationales masculines et féminines de moins de 23 ans avec trois joueurs supplémentaires par équipe.

## Lieux de la compétition
Six stades ont été retenus pour organiser cette compétition :
| Sydney | Sydney                  | Canberra                 |
| --- | ----------------------- | ------------------------ |
| Stade olympique | Sydney Football Stadium | Canberra Stadium         |
| 110 000 places | 42 000 places           | 27 000 places            |
| Stadium Australia | Sydney Football Stadium | Canberra Stadium         |
| \| Stade olympique Sydney Football Stadium Canberra Stadium Hindmarsh Stadium Brisbane Cricket Ground Melbourne Cricket Ground \| |                         |                          |
| Adélaïde | Brisbane                | Melbourne                |
| Hindmarsh Stadium | Brisbane Cricket Ground | Melbourne Cricket Ground |
| 20 000 places | 37 600 places           | 97 474 places            |
| Hindmarsh Stadium | Brisbane Cricket Ground | Melbourne Cricket Ground |
| Stade olympique Sydney Football Stadium Canberra Stadium Hindmarsh Stadium Brisbane Cricket Ground Melbourne Cricket Ground       |                         |                          |

## Tournoi masculin
| Groupe A                                  | Groupe B                                 | Groupe C                                    | Groupe D                                      |
| ----------------------------------------- | ---------------------------------------- | ------------------------------------------- | --------------------------------------------- |
| - Australie - Honduras - Italie - Nigeria | - Chili - Corée du Sud - Espagne - Maroc | - Cameroun - États-Unis - Koweït - Tchéquie | - Afrique du Sud - Brésil - Japon - Slovaquie |

Les deux premiers de chaque groupe se qualifient pour les quarts de finale.

### Tableau final
|  | Quarts de finale              | Quarts de finale              |                            |                            | Demi-finales               | Demi-finales               |   |  | Finale                     | Finale                     |
|  | Quarts de finale              | Quarts de finale              |                            |                            | Demi-finales               | Demi-finales               |   |  | Finale                     | Finale                     |
|  |                               |                               |                            |                            |                            |                            |   |  |                            |                            |
|  | 23 septembre 2000 - Canberra  | 23 septembre 2000 - Canberra  |                            |                            | 26 septembre 2000 - Sydney | 26 septembre 2000 - Sydney |   |  | 30 septembre 2000 - Sydney | 30 septembre 2000 - Sydney |
|  | 23 septembre 2000 - Canberra  | 23 septembre 2000 - Canberra  |                            |                            | 26 septembre 2000 - Sydney | 26 septembre 2000 - Sydney |   |  | 30 septembre 2000 - Sydney | 30 septembre 2000 - Sydney |
|  | États-Unis                    | 2ap (5)                       |                            |                            | 26 septembre 2000 - Sydney | 26 septembre 2000 - Sydney |   |  | 30 septembre 2000 - Sydney | 30 septembre 2000 - Sydney |
|  | États-Unis                    | 2ap (5)                       |                            |                            | 26 septembre 2000 - Sydney | 26 septembre 2000 - Sydney |   |  | 30 septembre 2000 - Sydney | 30 septembre 2000 - Sydney |
|  | Japon                         | 2 tab(4)                      |                            |                            | 26 septembre 2000 - Sydney | 26 septembre 2000 - Sydney |   |  | 30 septembre 2000 - Sydney | 30 septembre 2000 - Sydney |
|  | Japon                         | 2 tab(4)                      | États-Unis                 | 1                          |                            |                            |   |  | 30 septembre 2000 - Sydney | 30 septembre 2000 - Sydney |
|  | 23 septembre 2000 - Sydney    |                               | États-Unis                 | 1                          |                            |                            |   |  | 30 septembre 2000 - Sydney | 30 septembre 2000 - Sydney |
|  |                               | Espagne                       | 3                          |                            |                            |                            |   |  | 30 septembre 2000 - Sydney | 30 septembre 2000 - Sydney |
|  | Italie                        | Espagne                       | 3                          | 0                          |                            |                            |   |  | 30 septembre 2000 - Sydney | 30 septembre 2000 - Sydney |
|  | Italie                        |                               |                            | 0                          |                            |                            |   |  | 30 septembre 2000 - Sydney | 30 septembre 2000 - Sydney |
|  | Espagne                       | 1                             |                            |                            |                            |                            |   |  | 30 septembre 2000 - Sydney | 30 septembre 2000 - Sydney |
|  | Espagne                       | 1                             | Espagne                    | 2ap (3)                    |                            |                            |   |  |                            |                            |
|  | 23 septembre 2000 - Brisbane  |                               | Espagne                    | 2ap (3)                    |                            |                            |   |  |                            |                            |
|  |                               | Cameroun                      | 2 tab(5)                   |                            |                            |                            |   |  |                            |                            |
|  | Brésil                        | Cameroun                      | 2 tab(5)                   | 1                          |                            |                            |   |  |                            |                            |
|  | Brésil                        | 26 septembre 2000 - Melbourne |                            | 1                          |                            |                            |   |  |                            |                            |
|  | Cameroun                      | 2 ap                          |                            |                            |                            |                            |   |  |                            |                            |
|  | Cameroun                      | 2 ap                          | Cameroun                   | 2                          |                            |                            |   |  |                            |                            |
|  | 23 septembre 2000 - Melbourne | 23 septembre 2000 - Melbourne | Cameroun                   | 2                          | Match pour la 3e place     | Match pour la 3e place     |   |  |                            |                            |
|  | 23 septembre 2000 - Melbourne | 23 septembre 2000 - Melbourne |                            | Chili                      | Match pour la 3e place     | Match pour la 3e place     | 1 |  |                            |                            |
|  | Chili                         | 4                             | 29 septembre 2000 - Sydney | 29 septembre 2000 - Sydney |                            |                            | 1 |  |                            |                            |
|  | Chili                         | 4                             | 29 septembre 2000 - Sydney | 29 septembre 2000 - Sydney |                            |                            |   |  |                            |                            |
|  | Nigeria                       | 1                             |                            | États-Unis                 | 0                          |                            |   |  |                            |                            |
|  | Nigeria                       | 1                             |                            | États-Unis                 | 0                          |                            |   |  |                            |                            |
|  |                               |                               |                            |                            |                            |                            |   |  | Chili                      | 2                          |
|  |                               |                               |                            |                            |                            |                            |   |  | Chili                      | 2                          |

## Tournoi féminin
| Groupe A                                 | Groupe B                                 |
| ---------------------------------------- | ---------------------------------------- |
| - Allemagne - Australie - Brésil - Suède | - Chine - États-Unis - Nigeria - Norvège |

### Tableau final
|  | Demi-finales           | Demi-finales         |                        |      | Finale               | Finale               |
|  | Demi-finales           | Demi-finales         |                        |      | Finale               | Finale               |
|  |                        |                      |                        |      |                      |                      |
|  | 24 septembre, Sydney   | 24 septembre, Sydney |                        |      | 28 septembre, Sydney | 28 septembre, Sydney |
|  | 24 septembre, Sydney   | 24 septembre, Sydney |                        |      | 28 septembre, Sydney | 28 septembre, Sydney |
|  | Norvège                | 1                    |                        |      | 28 septembre, Sydney | 28 septembre, Sydney |
|  | Norvège                | 1                    |                        |      | 28 septembre, Sydney | 28 septembre, Sydney |
|  | Allemagne              | 0                    |                        |      | 28 septembre, Sydney | 28 septembre, Sydney |
|  | Allemagne              | 0                    | Norvège                | 3 ap |                      |                      |
|  | 24 septembre, Canberra |                      | Norvège                | 3 ap |                      |                      |
|  |                        | États-Unis           | 2                      |      |                      |                      |
|  | États-Unis             | États-Unis           | 2                      | 1    |                      |                      |
|  | États-Unis             |                      |                        | 1    |                      |                      |
|  | Brésil                 | 0                    |                        |      |                      |                      |
|  | Brésil                 | 0                    | Match pour la 3e place |      |                      |                      |
|  |                        |                      |                        |      |                      |                      |
|  | 28 septembre, Sydney   |                      |                        |      |                      |                      |
|  |                        |                      |                        |      |                      |                      |
|  | Allemagne              | 2                    |                        |      |                      |                      |
|  | Allemagne              | 2                    |                        |      |                      |                      |
|  | Brésil                 | 0                    |                        |      |                      |                      |
|  | Brésil                 | 0                    |                        |      |                      |                      |

## Résultats

### Podiums
| Épreuves                   | Or | Argent | Bronze |
| -------------------------- | --- | --- | --- |
| Hommes résultats détaillés | Cameroun Daniel Bekono Albert Meyong Ze Pierre Womé Serge Mimpo Patrice Abanda Clément Beaud Nicolas Alnoudji Geremi Njitap Samuel Eto'o Patrick Mboma Daniel Ngom Kome Lauren Étamé Mayer Aaron Nguimbat Patrick Suffo Joël Epalle Modeste M'Bami Serge Branco Idriss Carlos Kameni            | Espagne Daniel Aranzubía Jesús Lacruz Joan Capdevila Carlos Marchena Unai Vergara David Albelda Miguel Ángel Angulo Xavi Hernández José Mari Gabri Jordi Ferron Carles Puyol Albert Luque Iván Amaya Ismael Ruiz Antonio Velamazán Raúl Tamudo Felipe Ortiz               | Chili Nelson Tapia Cristian Álvarez Claudio Maldonado David Henríquez Pablo Contreras Pedro Reyes Sebastián González David Pizarro Iván Zamorano Francisco Arrue Reinaldo Navia Rodrigo Núñez Rodrigo Tello Manuel Ibarra Rafael Olarra Patricio Ormazábal Javier di Gregorio Mauricio Rojas Andrés Oroz |
| Femmes résultats détaillés | Norvège Bente Nordby Brit Sandaune Göril Kringen Gro Espeseth Hege Riise Solveig Gulbrandsen Monica Knudsen Anita Rapp Unni Lehn Marianne Pettersen Silje Jørgensen Kristin Bekkevold Dagny Mellgren Margunn Haugenes Ragnhild Gulbrandsen Christine Boe Jensen Ingeborg Hovland Bente Kvitland | États-Unis Briana Scurry Lorrie Fair Christie Pearce Carla Overbeck Nikki Serlenga Brandi Chastain Sara Whalen Shannon MacMillan Mia Hamm Michelle French Julie Foudy Cindy Parlow Kristine Lilly Joy Fawcett Kate Sobrero Tiffeny Milbrett Danielle Slaton Siri Mullinix | Allemagne Steffi Jones Melanie Hoffmann Inka Grings Jeanette Götte Doris Fitschen Nicole Brandebusemeyer Nadine Angerer Renate Lingor Maren Meinert Sandra Minnert Claudia Müller Silke Rottenberg Birgit Prinz Kerstin Stegemann Bettina Wiegmann Tina Wunderlich Ariane Hingst                         |

### Tableau des médailles
| Rang  | Nation     | Or | Argent | Bronze | Total |
| ----- | ---------- | -- | ------ | ------ | ----- |
| 1     | Cameroun   | 1  | 0      | 0      | 1     |
| 1     | Norvège    | 1  | 0      | 0      | 1     |
| 3     | États-Unis | 0  | 1      | 0      | 1     |
| 3     | Espagne    | 0  | 1      | 0      | 1     |
| 5     | Allemagne  | 0  | 0      | 1      | 1     |
| 5     | Chili      | 0  | 0      | 1      | 1     |
| Total | Total      | 2  | 2      | 2      | 6     |